# Espejo (canton)
Pour les articles homonymes, voir Espejo.
Espejo est un canton d'Équateur situé dans la province de Carchi.